# Annemarie Verstappen
Anna Maria Theodora Petra Verstappen, detta Annemarie (Rosmalen, 3 ottobre 1965), è un'ex nuotatrice olandese.
Specializzata nello stile libero ha vinto tre medaglie alle Olimpiadi di Los Angeles 1984: un argento nella staffetta 4x100 m sl, e due bronzo nei 100 m e 200 m sl.
È stata primatista mondiale nei 50 m sl.

## Palmarès
- Olimpiadi
  - Los Angeles 1984: argento nella staffetta 4x100 m sl, bronzo nei 100 m e 200 m sl.
- Mondiali
  - 1982 - Guayaquil: oro nei 200 m sl, argento nei 100 m sl e bronzo nella staffetta 4x100 m sl.
  - 1986 - Madrid: bronzo nelle staffette 4x100 m sl, 4x200 m sl e 4x100 m misti.
- Europei
  - 1981 - Spalato: bronzo nella staffetta 4x100 m sl.
  - 1983 - Roma: argento nelle staffette 4x100 m sl e 4x100 m misti, bronzo nella staffetta 4x200 m sl.
  - 1985 - Sofia: bronzo nella staffetta 4x100 m sl.